# Schmal Károly
Schmal Károly (Székesfehérvár, 1942. január 14. –) magyar festő, grafikus.

## Életpályája
1966-ban végzett a Magyar Képzőművészeti Főiskolán, ahol  mesterei Reményi Gyula, Basilides Sándor, Kmetty János, Barcsay Jenő, Hincz Gyula, Kádár György és  Konecsni György voltak. 
Képgrafikával és alkalmazott grafikával egyaránt foglalkozik. Munkái a minimalizmushoz, a posztkonceptualizmushoz állnak közel. 
Az 1990-es években hosszabb időt töltött Olaszországban.

## Díjai, elismerései
- 1979: Munkácsy-díj;
- 1987: érdemes művész;
- 1990: V. Országos Rajzbiennálé I. díj, Salgótarján;
- 1996: a Magyar Festők Társaságának díja;
- 1998: kiváló művész;
- 2000: MAOE Alkotói Nagydíja.

## Egyéni kiállításai
- 1977 • Fiatal Művészek Klubja, Budapest
- 1979 • Helikon Galéria, Budapest
- 1980 • Magyar Intézet, Varsó
- 1981 • Sylvester Kiállítóterem, Sárospatak
- 1983 • Tükörben homályosan, Műcsarnok, Budapest (kat.)
- 1986 • Fotógrafikák I-XIV., Madách Imre Művelődési Központ, Vác
- 1989 • Óbudai Pincegaléria, Budapest • Újpest Galéria, Budapest
- 1992 • Budapest Galéria Lajos u., Budapest (kat.)
- 1994 • Magyar Akadémia, Palazzo Falconieri, Róma
- 1996 • Művelődési Központ, Kapolcs
- 1997 • LaVerna, Vigadó Galéria, Budapest (kat.) • Magyar Intézet, Bukarest • Magyar Intézet, Varsó
- 1999 • Budapest Galéria Lajos u., Budapest
- 2000 • Fészek Galéria, Budapest
- 2009 • Plakátok, képek, plasztikák, Budapest Galéria Lajos u., Budapest

## Csoportos kiállításokon (válogatás)
- 1981 • Tendenciák 1970-1980, Óbuda Galéria, Budapest • Tény-kép. A magyar fotográfia története 1840-1981, Műcsarnok, Budapest
- 1984 • II. Országos Rajzbiennálé, Nógrádi Sándor Múzeum, Salgótarján
- 1987 • Kortárs magyar művészet, Műcsarnok, Budapest • Galerie Künstler, München
- 1988 • IV. Országos Rajzbiennálé, Nógrádi Sándor Múzeum, Salgótarján
- 1989 • Más-kép. Experimentális fotográfia az elmúlt két évtizedben Magyarországon, Ernst Múzeum, Budapest
- 1990 • V. Országos Kisgrafikai Biennálé, Salgótarján
- 1990-1991 • Kortárs Magyar Képzőművészet ’90, Sala Dalles Terem, Bukarest • M. de Arta, Kolozsvár
- 1990 • Szűk kapu, Budapest Galéria, Budapest • Kortárs Képzőművészet. Válogatás a Ludwig Múzeum és a Magyar Nemzeti Galéria gyűjteményéből, Magyar Nemzeti Galéria, Budapest
- 1993 • A gondolat formái, Óbudai Társaskör Galéria, Budapest • Kortárs gyűjtemény a kecskeméti Cifra Palotában, Kecskeméti Képtár, Kecskemét
- 1994 • Speculum, Budapest Galéria, Budapest • Fény és geometria, Abbaye de l’Epau, Epau (FR) • 6+1 Expozitie, G. Katakomba, Bukarest
- 1994-1995 • 3rd Grand Prix of Drawing Alps-Adria, G. Tivoli, Ljubljana, Ernst Múzeum, Budapest
- 1996 • Sacralita-Modernita. Nove Artisti Ungheresi, Magyar Akadémia, Palazzo Falconieri, Róma
- 1996-1997 • Acqua, Magyar Akadémia, Róma • Áramlatok. I. Szekszárdi Festészeti Triennálé, Művészetek Háza, Szekszárd.